# Lisa Mamié
Lisa Mamié (27 oktober 1998) is een Zwitsers zwemster.

## Carrière
In 2013 nam ze voor het eerst deel aan de Europese kampioenschappen voor junioren, ze bereikte op de 50m en de 100m schoolslag de halve finale. In 2014 nam ze opnieuw deel aan het EK voor junioren en werd zesde in de finale van de 100m schoolslag. Ze nam dat jaar ook deel aan de Olympische jeugdspelen in Nanjing waar ze niet voorbij de halve finales geraakte in de 50m en de 100m schoolslag. In 2015 nam ze voor het eerst deel aan een EK waar ze in alle categorieën strandde in de voorrondes. In 2016 nam ze deel aan het EK langebaan waar ze opnieuw niet voorbij de voorrondes geraakte, ze nam ook deel met de Zwitserse ploeg aan de 4x100m wisselslag waar ze elfde werden.
In 2017 nam ze deel aan het EK kortebaan waar ze opnieuw strandde in de voorrondes met als beste resultaat een 23e plaats op de 200m wisselslag. In 2018 op het EK langebaan wist ze de halve finale te bereiken op de 200m schoolslag maar werd ondanks een 12e tijd in de kwalificaties pas zestiende in de halve finale. Op het WK kortebaan later dat jaar wist ze enkel op de 100m schoolslag de halve finales te halen en werd daarin zestiende. In 2019 op het WK langebaan wist ze tweemaal de halve finales te bereiken, op de 100m schoolslag werd ze elfde en op de 200m schoolslag wist ze net niet de finale te halen ondanks een vierde tijd in de kwalificaties. Op het EK kortebaan van dat jaar slaagde ze er wel in de finale te halen ditmaal zelfs drie keer in de 50m, 100m en de 200m schoolslag. Ze werd wel twee keer zesde in die finale (100m en 200m) en eenmaal laatste dus achtste (50m).
In 2021 nam ze deel aan de Olympische Zomerspelen waar ze 15e werd op de 100m schoolslag en 14e op de 200m schoolslag. Ze nam dat jaar ook deel aan het WK kortebaan waar ze geen finales behaalde individueel wel op de 4x50m wisselslag met het Zwitserse damesteam. Op het EK langebaan daarentegen werd ze tweede op de 200m schoolslag en behaalde enkele plaatsen net buiten de top tien. Op het EK langebaan waren er opnieuw geen finales bij. Op het WK langebaan in 2022 werd ze tiende op de 200m schoolslag.
In 2018 startte ze een opleiding Taal- en letterkunde (Frans en Italiaans) aan de Universiteit van Zürich.

## Internationale toernooien
| Jaar | Olympische Spelen                         | WK langebaan                                                                    | WK kortebaan | EK langebaan | EK kortebaan                                                                                       |
| ---- | ----------------------------------------- | ------------------------------------------------------------------------------- | --- | --- | -------------------------------------------------------------------------------------------------- |
| 2015 |                                           | geen deelname                                                                   | | | 29e 50m schoolslag 28e 100m schoolslag 24e 200m schoolslag 27e 100m wisselslag 24e 200m wisselslag |
| 2016 | geen deelname                             |                                                                                 | geen deelname | 35e 50m schoolslag 36e 100m schoolslag 22e 200m schoolslag 11e 4x100m wisselslag                                  | |
| 2017 |                                           | geen deelname                                                                   | | | 42e 50m schoolslag 33e 100m schoolslag 25e 200m schoolslag 26e 100m wisselslag 23e 200m wisselslag |
| 2018 |                                           |                                                                                 | 24e 50m schoolslag 16e 100m schoolslag 23e 200m schoolslag 27e 200m wisselslag 11e 4x50m wisselslag 10e 4x100m wisselslag         | 31e 50m schoolslag 26e 100m schoolslag 16e 200m schoolslag 26e 200m wisselslag 10e 4x100m wisselslag              | |
| 2019 |                                           | 25e 50m schoolslag 11e 100m schoolslag 9e 200m schoolslag 11e 4x100m wisselslag | | | 8e 50m schoolslag 6e 100m schoolslag 6e 200m schoolslag                                            |
| 2020 | Geen toernooien vanwege de coronapandemie | Geen toernooien vanwege de coronapandemie                                       | Geen toernooien vanwege de coronapandemie                                                                                         | Geen toernooien vanwege de coronapandemie                                                                         | Geen toernooien vanwege de coronapandemie                                                          |
| 2021 | 15e 100m schoolslag 14e 200m schoolslag   |                                                                                 | 23e 50m schoolslag 14e 100m schoolslag 16e 200m schoolslag 10e 4x50m wisselslag 8e 4x100m wisselslag DSQ 4x50m wisselslag gemengd | 16e 50m schoolslag · 12e 100m schoolslag · 200m schoolslag · 12e 4x100m wisselslag · 5e 4x100m wisselslag gemengd | 22e 50m schoolslag 14e 100m schoolslag 13e 200m schoolslag                                         |
| 2022 |                                           | 10e 200m schoolslag                                                             | 24e 50m schoolslag 21e 100m schoolslag 9e 200m schoolslag                                                                         | 16e 50m schoolslag · 9e 100m schoolslag · 200m schoolslag · 7e 4x100m wisselslag                                  | |
| 2023 |                                           | 30e 50m schoolslag 13e 100m schoolslag 11e 200m schoolslag                      | | | geen deelname                                                                                      |
| 2024 | 23e 100m schoolslag 17e 200m schoolslag   | 32e 50m schoolslag 14e 100m schoolslag 8e 200m schoolslag                       | geen deelname | 100m schoolslag · 200m schoolslag                                                                                 | |
| 2025 |                                           | ?                                                                               | | | ?                                                                                                  |